# Очоа, Лорена
Лоре́на Очоа́ Ре́йес (исп. Lorena Ochoa Reyes; 15 ноября 1981, Гвадалахара, Мексика) — мексиканская гольфистка.

## Биография
Лорена Очоа Рейес родилась 15 ноября 1981 года в Гвадалахаре (Мексика), став третьим из четверых детей в семье агента по недвижимости и художница.

## Карьера
Лорена начала заниматься гольфом в 5-летнем возрасте, а в 2002 году она стала профессиональной гольфисткой. 20 апреля 2012 года Очов заявила, что она уходит из спорта, как и планировала, через 10 лет после начала карьеры. 

## Личная жизнь
С 4 декабря 2009 года Лорена замужем за Андресом Конеса. У супругов есть двое детей — сын Педро Конеса (род. в декабре 2011) и дочь Джулия Конеса (род.05.11.2013).